# Liste de la faune de la mer du Nord
Un système complexe de marées et de courants apporte les eaux riches de l'Atlantique par la Manche en créant des milieux variés  qui nourrissent une  grande diversité d'animaux. Trente espèces de cétacés y vivent, ainsi que six espèces de phoques dont deux se reproduisent sur ses côtes, le phoque gris et le veau marin.
Plus de 170 espèces de poissons, dont des requins, l'aiglefin, la morue, le maquereau et le hareng fréquentent les eaux grises de la mer du Nord. Les raies, les poissons plats, les anguilles et la baudroie sont tapis sur le fond, ainsi que des myriades d'invertébrés tels que homards, éponges, oursins, crabes et poulpes.
Sur les hauts fonds, les forêts de varech abritent balanes, moules, lançons et sprats.
De nombreux poissons de cette liste ne peuvent pas vivre dans la mer du Nord car ils sont des habitants d'eau douce, notamment ceux annotés par un astérisque (*).

## Poissons
- Able de Heckel*
- Ablette*
- Achigan*
- Achigan à grande bouche*
- Achigan à petite bouche*
- Aiglefin
- Aiguillat
- Aiguillat commun
- Aiguillat noir
- Alose
- Alose feinte
- Anchois
- Anchois commun
- Ange de mer
- Anguille
- Anguille d'Europe
- Apogon
- Apron du Rhône*
- Arnoglosse lanterne
- Aspe*
- Athérine
- Baliste
- Baliste cabri
- Bar
- Bar blanc
- Bar commun
- Bar moucheté
- Barbeau*
- Barbeau commun
- Barbue
- Barbue de rivière
- Barracuda
- Barramundi
- Baudroie
- Baudroie abyssale de Johnson
- Baudroie commune
- Baudroie d’Amérique
- Baudroie des abysses
- Bécasse de mer
- Blageon
- Blennie coiffée
- Blennie palmicorne
- Blobfish
- Bogue
- Bonite
- Bonite à dos rayé
- Bouvière*
- Brème*
- Brème bordelière
- Brème commune
- Brochet*
- Brosme
- Capelan
- Carangue
- Carangue à gros yeux
- Carassin*
- Carassin commun
- Cardine franche
- Carpe*
- Carpe commune
- Carpe de roseau*
- Castagnole
- Centrolabre famille des Labridae
- Cernier
- Céteau
- Chaboisseau à épines courtes
- Chabot
- Chabot commun
- Chabot de mer famille des Cottidae
- Chevesne*
- Chinchard
- Chirurgien bleu
- Chirurgien jaune
- Cœlacanthe
- Combattant*
- Congre
- Congre commun
- Congre vert
- Corb
- Corégone
- Corégone blanc
- Corégone lavaret
- Coryphène
- Crénilabre
- Crénilabre mélops
- Cténolabre famille des Labridae
- Cyprinodonte
- Daubenet
- Daurade
- Daurade royale
- Discus*
- Dorade grise
- Doré jaune*
- Doré noir*
- Dragonnet lyre
- Dragonnet réticulé

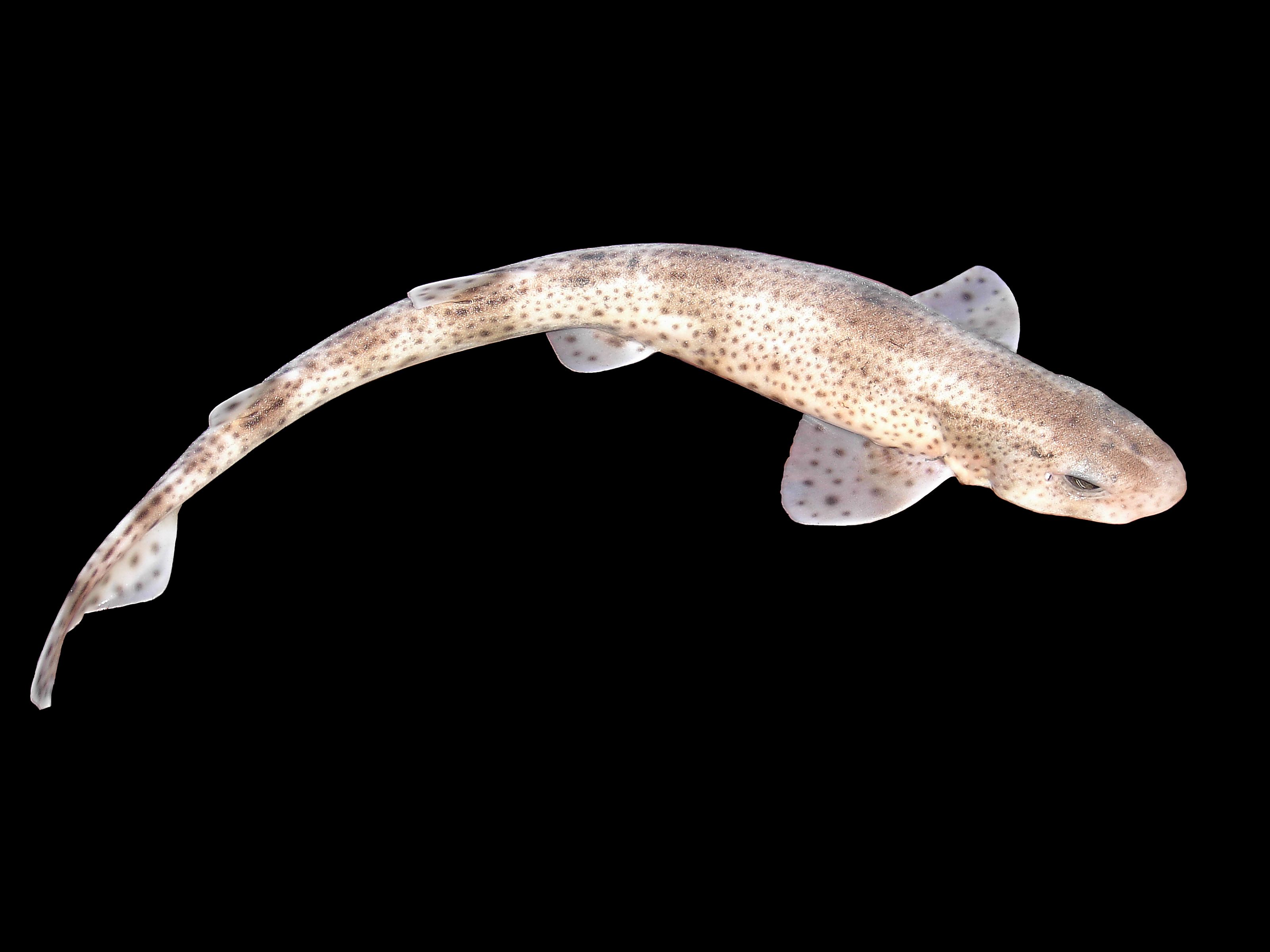
Petite roussette.

- Dragonnet tacheté famille des Callionymidae
- Émissole
- Émissole lisse
- Émissole tachetée
- Entélure famille des Syngnathidae
- Éperlan
- Éperlan d'Europe
- Épinoche*
- Épinoche de mer famille des Gasterosteidae
- Épinochette
- Espadon
- Esturgeon
- Flet
- Flétan
- Flétan de l'Atlantique
- Flétan du Groenland
- Flétan nain
- Gambusie
- Gardon*
- Gaterin
- Girelle
- Gobie
- Gorette
- Goujon*
- Gramma royal
- Grand brochet
- Grand requin blanc
- Grand requin-marteau
- Grande vive
- Grémille*
- Grenadier abyssal
- Grondin
- Grondin perlon
- Grondin volant
- Gymnote
- Guppy*
- Hareng
- Hippocampe
- Hotu*
- Huchon
- Ide mélanote*
- Killi
- Koï*
- Labre
- Labre californien
- Lamproie
- Lançon
- Lançon commun
- Lançon équille
- Lépadogastère de Candolle
- Liche
- Liche glauque
- Lieu jaune
- Lieu noir
- Limande
- Limande-sole
- Lingue
- Loche baromètre
- Loche d'étang
- Loche de rivière
- Loche franche
- Loche pakistanaise
- Loquette d'Europe
- Lotte
- Maigre
- Malachigan
- Maquereau
- Maquereau espagnol
- Maraîche
- Marbré
- Maskinongé*
- Méné
- Ménomini rond
- Merlan
- Merlu
- Mérou
- Meunier
- Môle
- Mordocet
- Morue
- Morue de l'Atlantique
- Motelle à cinq barbillons
- Motelle à quatre barbillons
- Motelle à trois barbillons
- Motelle de Méditerranée
- Mulet
- Mulet doré
- Mulet cabot
- Mulet lippu
- Mulet porc
- Murène
- Napoléon
- Nasique
- Néon bleu*
- Néon du pauvre*
- Néon rose*
- Néon rouge*
- Oblade
- Omble chevalier
- Omble de fontaine
- Ombre
- Ombre commun
- Ombrine bronze
- Ombrine commune
- Orphie
- Oscar*
- Ouananiche
- Pageot
- Pageot acarné
- Pageot commun
- Pageot rose
- Pagre
- Panga
- Pastenague
- Pataclet
- Perchaude*
- Perche*
- Perche commune
- Perche du Nil*
- Petite dorade coryphène
- Petite roussette
- Petite sole jaune
- Petite vive
- Piranha*
- Plie
- Poisson abyssal
- Poisson-ange
- Poisson-archer
- Poisson-archer à bandes noires
- Poisson-castor
- Poisson-chat
- Poisson-chien
- Poisson-clown
- Poisson-clown à trois bandes
- Poisson-clown du Pacifique
- Poisson-coffre
- Poisson-demoiselle
- Poisson-éléphant*
- Poisson-flûte
- Poisson-globe
- Poisson-hérisson tacheté
- Poisson-lanterne
- Poisson-licorne
- Poisson-lune argenté
- Poisson-ogre
- Poisson-papillon
- Poisson-pêcheur
- Poisson-perroquet
- Poisson-pierre
- Poisson-pilote
- Poisson-pincette à long bec
- Poisson-pingouin
- Poisson pomme de pin
- Poisson rouge*
- Poisson-scie
- Poisson-vipère
- Poisson volant
- Poisson volant commun
- Poisson-zèbre*
- Raie
- Raie blanche bordée
- Raie bouclée
- Raie brunette
- Raie chardon
- Raie douce
- Raie fleurie
- Raie léopard
- Raie lisse
- Raie manta
- Raie mêlée
- Raie pastenague
- Raie ronde
- Rascasse
- Rascasse brune
- Rascasse rouge
- Rascasse volante
- Rason
- Rémora commun
- Rémora fuselé
- Requin
- Requin à pointes noires
- Requin-baleine
- Requin bleu
- Requin-bouledogue
- Requin-citron
- Requin-corail
- Requin-crocodile
- Requin gris
- Requin du Groenland
- Requin féroce
- Requin griset
- Requin-lézard
- Requin longimane
- Requin-lutin
- Requin mako
- Requin-marteau
- Requin-marteau commun
- Requin-marteau halicorne
- Requin-marteau tiburo
- Requin-marteau planeur
- Requin-nourrice
- Requin pèlerin
- Requin pointe blanche
- Requin-renard à gros yeux
- Requin-renard commun
- Requin-scie
- Requin-tapis
- Requin-taupe
- Requin-taureau
- Requin-tigre
- Rondeau mouton
- Rotengle*
- Rouget
- Rouget de roche
- Rouget de vase
- Roussette
- Roussette maille
- Saint-pierre
- Sandre
- Sar à museau pointu
- Sar à tête noire
- Sar commun
- Sar tambour
- Sardine
- Saumon
- Saumon atlantique
- Saupe
- Scalaire*
- Serran commun
- Sigan corail
- Silure
- Siphonostome
- Sole
- Sole commune
- Sole-perdrix panachée
- Sole pole
- Souris de mer
- Spirlin
- Sprat
- Squalelet féroce
- Syngnathe aiguille famille des Syngnathidae
- Tacaud famille des Gadidae
- Tanche*
- Tanche-tautogue
- Targeur famille des Scophthalmidae
- Tassergal
- Tétra aveugle
- Tétraodon
- Thon
- Thon blanc
- Thon jaune
- Thon rouge de l'Atlantique
- Tilapia du Nil
- Torpille marbrée
- Torpille noire
- Torpille ocellée
- Touladi
- Toxostome
- Truite*
- Truite arc-en-ciel*
- Truite de mer
- Turbot
- Uranoscope
- Vairon*
- Vandoise*
- Vieille
- Vieille commune
- Vivaneau
- Vive
- Vive araignée
- Vive rayée
- Voilier de l'Indo-Pacifique
- Xipho*
- Zancle cornu
- Zeus faber ou Saint-pierre

## Mammifères marins

Phoques communs.

- pinnipède
  - Éléphant de mer
  - Léopard de mer
  - Loutre de mer
  - Loutre marine
  - Morse
  - Otarie
  - Otarie à fourrure
  - Phoque
  - Phoque commun
  - Phoque gris
- sirénien
  - Dugong
  - Lamantin
- cétacé
  - Baleine
  - Baleine à bosse
  - Baleine bleue
  - Baleine boréale
  - Baleine de Cuvier
  - Béluga
  - Cachalot
  - Dauphin
  - Dauphin à bec blanc
  - Dauphin commun
  - Dauphin de Risso
  - Grand cachalot
  - Grand dauphin
  - Marsouin
  - Marsouin commun
  - Narval
  - Orque
  - Rorqual
  - Rorqual bleu
  - Rorqual boréal
  - Rorqual commun

## Oiseaux marins

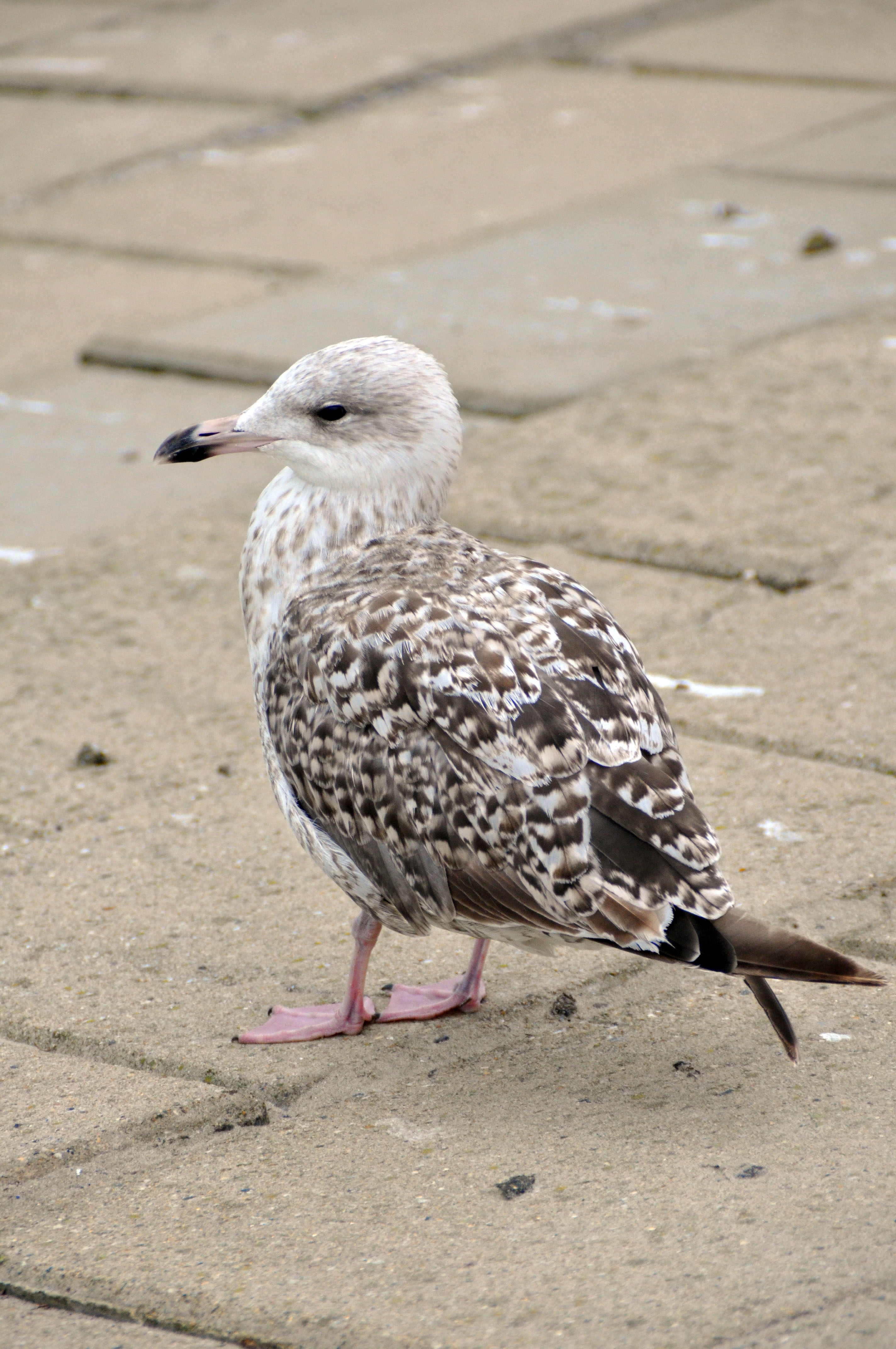
Jeune goéland.

- Albatros
- Bec-en-ciseaux
- Cormorans
- Fous
- Fou de Bassan
- Frégates
- Fulmars
- Goélands
- Guifettes
- Guillemots
- Guillemot de Troïl
- Labbes
- Macareux
- Manchots
- Mouettes
- Mouette rieuse
- Mouette tridactyle
- Océanites
- Pélicans
- Petit Pingouin
- Pétrels
- Pétrel-tempête
- Phaétons
- Pingouins
- Puffins
- Puffin des Anglais
- Sternes
- Sterne pierregarin